# Lino Machado
Lino Rodrigues Machado (Buriti, 2 de julho de 1892 — Rio de Janeiro, 21 de setembro de 1958) foi um político militar brasileiro integrante da Aliança Liberal e envolvido na Revolução de 1930. Exerceu o mandato de deputado federal constituinte pelo Maranhão em 1934 e 1946. Participou da Assembleia Nacional Constituinte de 1946 como senador representante do estado do Maranhão pelo PR. Foi o fundador do Partido Republicano do Maranhão (PR), em 1933, em oposição ao Partido Social Democrático (PSD). Fundou também o jornal maranhense O Combate, no qual foi redator e diretor.

## Formação acadêmica
Lino Machado fez a formação estudantil em duas escolas: a Escola Modelo Benedito Leite e no Liceu Maranhense, onde veio a concluir o ensino médio em 1910. Logo em sequência foi cursar medicina na Faculdade de Medicina da Universidade Federal do Rio de Janeiro, onde concluiu o curso superior em 1915.

## Carreira
Com o conhecimento aprofundado sobre medicina se juntou aos médicos do Exército brasileiro, onde também exerceu a função de primeiro-tenente. Exerceu este posto administrativo do Exército em inúmeros estados brasileiros: Pernambuco, Rio Grande do Sul, Distrito Federal (Brasil) e Maranhão. Neste último, conseguiu se eleger como deputado estadual, em 1921. No ano seguinte foi alçado ao posto de capitão do Exército. Concomitantemente, levava a vida de político. Em 1923, concluiu o mandato de deputado estadual e comandou a Assembleia Legislativa. Em 1925 se aventurou em um novo ramo: o jornalístico. Fundou o jornal maranhense "O Combate", onde exerceu o cargo de diretor e redator. No pleito de 1927 se candidatou mais uma vez a deputado estadual do Maranhão, quando teve sucesso e exerceu o cargo por mais dois anos, tendo fim em 1929.
Cada vez mais envolvido com a vida pública, integrou a Aliança Liberal e fez parte da Revolução de 1930. Em 1933, filiou-se ao Partido Republicano (PR) do Maranhão para se eleger como deputado à Assembleia Nacional Constituinte e mais uma vez obteve sucesso na candidatura. 
Logo no início deste novo ciclo político, perdeu um embate. Em Novembro do ano da posse, articulou-se politicamente a fim de exercer a liderança na sua bancada. Meses depois, em Janeiro de 1934, houve uma grande reunião presidida por Antônio Carlos Ribeiro de Andrada com diversos líderes de variadas bancadas para escolher um novo líder que pudesse substituir Osvaldo Aranha. Lino Machado argumentou que o novo líder deveria ter origem ligada a um dos Estados brasileiros considerados mais revolucionários: Minas Gerais, Rio Grande do Sul ou Paraíba, e indicou o gaúcho Augusto Simões Lopes. O escolhido foi Antônio Garcia de Medeiros Neto, da bancada baiana.
Com o acúmulo de cargos, os anos seguintes foram de extrema responsabilidade e comprometimento com a população do Maranhão. Em 1934 se lançou a deputado estadual pelo Partido Republicano Maranhense e mais uma vez foi eleito. Manteve a cadeira na Câmara e, de quebra, assumiu a prefeitura da capital do Estado, São Luís (Maranhão), como auxiliou no governo estadual ao se encarregar do posto de vice-governador. Como se não fosse pouco, em Maio de 1937 foi elevado ao posto de Major do Exército e o PR lhe designou a tarefa de delegado da articulação que lançou a candidatura de José Américo de Almeida à presidência da República nas eleições previstas para 1938. Em 10 de Novembro de 1937, Getúlio Vargas instaurou o regime político brasileiro que ficou conhecido como Estado Novo (Brasil). Isto prejudicou o mandato vigente como deputado federal do Maranhão que Lino Machado vinha exercendo, uma vez que, com a extinção do Congresso, o mandato foi interrompido.
Se a carreira política sofria um grande baque com a governabilidade getulista, a carreira militar ainda prosperava: em 1941 recebeu o título de tenente-coronel. Em 1945, participou da fundação de um dos partidos mais importantes da história da política brasileira: União Democrática Nacional. O partido tinha como ideais uma forte oposição ao populismo e, consequentemente, à figura de Getúlio Vargas. Também é possível destacar o apoio ao modelo econômico de liberalismo clássico e a valorização da moralidade. O lema estabelecido pelo partido era "O preço da liberdade é a eterna vigilância".
O novo partido quis se apropriar dos conhecimentos médicos de um de seus fundadores e integrou Lino Machado à comissão de estudos de saúde pública. Porém, não teve vida longa na UDN. Meses depois se afastou do partido ao qual deu origem e se engajou na criação/expansão do Partido Republicano (o mesmo que o elegeu a cargos no Maranhão diversas vezes) a nível nacional, ao concentrar os diversos partidos regionais da filiação.
Mas nem por isso deixou de usar o aporte público que sua antiga criação oferecia. Como membro do diretório do modelo expandido do PR,  concorreu mais uma vez à Assembleia Nacional Constituinte em Dezembro de 1945. Agora, a mais nova eleição dele a deputado pelo Maranhão tinha uma forte influência da UDN, que, junto ao PR, formaram a legenda das Oposições Coligadas.
Em 1946 tomou posse de seu mais novo mandato. Prezou por trabalhos constituintes, onde negava qualquer ação que visasse a dar mais autonomia ao Poder Executivo. Ele encarava tais tentativas como "saudosismo da ditadura", em referência ao governo populista de Getúlio Vargas. A verdadeira Ditadura militar no Brasil (1964–1985) ocorreu anos depois. No ano seguinte, foi promovido a coronel.
Em 1950, elegeu-se como suplente de Deputado Federal na mesma legenda das Oposições Coligadas. Agora, cinco anos após a fundação da legenda, havia mais partidos integrantes. Além dos já conhecidos PR e UDN, juntaram-se a eles: Partido Social Democrático (PSD), o Partido Libertador (PL), o Partido Social Progressista (PSP) e o Partido Trabalhista Brasileiro (PTB).
Ao final de seu mandato, deixou a Câmara, em 1951, e, em 1952, passou à reserva como general-de-brigada. Dois anos depois, veio a se tornar mais uma vez suplente de deputado federal, mas agora na legenda Unidos pelo Maranhão, mas não chegou a exercer o mandato.